# Melasina hippias
Melasina hippias är en fjärilsart som beskrevs av Edward Meyrick 1921. Melasina hippias ingår i släktet Melasina och familjen säckspinnare. Inga underarter finns listade i Catalogue of Life.